# Caterina Cittadini
Caterina Cittadini, S.O.S. (28. září 1801, Bergamo – 5. května 1857, Somasca) byla italská římskokatolická řeholnice, zakladatelka a členka kongregace Sester uršulínek svatého Jeronýma. Katolická církev ji uctívá jako blahoslavenou.

## Život
Narodila se dne 28. září 1801 v Bergamu rodičům Giovannimu Battistovi Cittadinimu a Margheritě Lanzani. Následujícího 30. září byla pokřtěna ve farnosti San Alessandro v Colonně v Bergamu. Měla mladší sestru Giudittu (*1803). Její matka zemřela v roce 1808, načež ji a její sestru Giudittu otec opustil.
Spolu s Giudittu poté vyrůstala v sirotčinci v Bergamu, kde si vypěstovala silnou a horlivou víru. Měla velkou oddanost k Panně Marii a sv. Jeronýmu Emilianimu. Roku 1823 opustila se sestrou sirotčinec a začala žít se svými bratranci z otcovy strany Giovannim a Antoniem v Calolziu v Bergamu.
Stala učitelkou na veřejné dívčí škole v Somasce v roce 1824, v době, kdy se ona a Giuditta cítily povolány k řeholnímu životu. Jejich duchovní vůdce Giuseppe Brena jim radil zrealizovat jejich vizi, a to založení dívčí školy. Za tímto účelem se sestrou zakoupila a zařídila v roce 1826 budovu v Somasce, která se v říjnu téhož roku stala ženskou internátní školou. V jí zřízené škole učila studentky náboženskou výchovu a současně školu řídila. Pod jejím vedením se dívčí škole rychle rozrůstala o nové zájemkyně o studium. Spolu se sestrou Giudittu proto otevřela další dvě školy v roce 1832 a v roce 1836.
Ty pak řídila její sestra až do své smrti v roce 1840. Roku 1841 pak zemřel její bratranec Antonio a nedlouho poté následovala smrt jejího duchovního vůdce. Po těchto bolestných ztrátách se jí roku 1842 dramaticky zhoršilo zdraví natolik, že se již blížila smrti. Nakonec se však uzdravila, což připisovala přímluvě sv. Jeronýma Emilianiho.
V roce 1845 přestala s veřejným vyučováním, aby se mohla soustředit na vedení škol a zakládání nové ženské řeholní kongregace, jejíž členky by se věnovaly výuce dívek a péči o sirotky. Po shromáždění prvních adeptek pro vstup kongregaci Sester uršulínek svatého Jeronýma založila. pro jí založenou kongregaci také sepsala stanovy a věnovala se jejímu rozšiřování.
Zemřela v pověsti svatosti poté, co trpěla špatným zdravím, dne 5. května 1857 v Somasce, kde jsou také uloženy její ostatky.

## Úcta
Dne 17. prosince 1996 ji papež sv. Jan Pavel II. podepsáním dekretu o jejích hrdinských ctnostech prohlásil za ctihodnou. Dne 20. prosince 1999 byl uznán zázrak na její přímluvu, potřebný pro její blahořečení.
Blahořečena pak byla dne 29. dubna 2001 na Svatopetrském náměstí papežem sv. Janem Pavlem II.
Její památka je připomínána 5. května. Bývá zobrazována v řeholním oděvu. Je patronkou jí založené kongregace.